# Johan Fuentes
Johan Patricio Fuentes Muñoz (Santiago del Cile, 2 febbraio 1984) è un calciatore cileno, centrocampista del Deportes Temuco.